# Eleições estaduais no Amapá em 2002
As eleições estaduais no Amapá em 2002 aconteceram juntamente com as eleições federais no Brasil, em 3 de outubro e em 29 de outubro. As eleições federais e estaduais no Brasil passaram a coincidir a partir da aprovação de uma emenda constitucional em 1994. Os amapaenses escolheram o Presidente da República, o governador, oito deputados federais, vinte e quatro deputados estaduais e dois senadores.
A atual governadora do estado, Dalva Figueiredo, assumiu o cargo depois da renúncia de João Capiberibe, que se candidatou ao Senado Federal, e tentou a reeleição, ficando em segundo lugar no primeiro turno. Como nenhum candidato obteve mais de 50% dos votos válidos, houve um segundo turno em 27 de outubro, que terminou com a vitória de Waldez Góes (PDT).

## Principais candidatos à Presidência da República
| Candidato a presidente       | Porcentagem |
| ---------------------------- | ----------- |
| Luiz Inácio Lula da Silva PT | 49,9%       |
| Anthony Garotinho PSB        | 26,2%       |
| Ciro Gomes PPS               | 14,5%       |
| José Serra PSDB              | 8,8%        |

| Candidato a presidente       | Porcentagem |
| ---------------------------- | ----------- |
| Luiz Inácio Lula da Silva PT | 75,5%       |
| José Serra PSDB              | 24,5%       |

## Resultado da eleição para governador

### Primeiro turno
| Candidatos a governador do estado | Candidatos a vice-governador | Número | Coligação                                                                | Votação | Percentual |
| --------------------------------- | ---------------------------- | ------ | ------------------------------------------------------------------------ | ------- | ---------- |
| Waldez Góes PDT                   | Pedro Paulo PPB              | 12     | União pelo Amapá (PDT, PPB, PTB, PPS, PSD, PTdoB, PAN, PSL, PRTB)        | 86.179  | 36,82%     |
| Dalva Figueiredo PT               | Ivanci Magno PT              | 13     | Frente Amapá Popular (PT, PL, PCdoB, PMN, PCB, PSC, PHS, PST, PV, PRONA) | 59.237  | 25,31%     |
| Cláudio Pinho PSB                 | Maria Lucenira PSB           | 40     | Amapá Sustentável (PSB, PRP)                                             | 52.134  | 22,27%     |
| Fátima Pelaes PSDB                | Valdeci Rodrigues PMDB       | 45     | União, Trabalho e Paz (PSDB, PMDB, PFL)                                  | 35.157  | 15,02%     |
| Edenilson Alencar PSTU            | Rildo Luiz PSTU              | 16     | PSTU (sem coligação)                                                     | 1.091   | 0,46%      |
| Enildo Pena Amaral PGT            | Paulo Senna PGT              | 30     | PGT (sem coligação)                                                      | 238     | 0,10%      |

| Partido | Partido | Candidato          | Votos   | Votos (%) |
| ------- | ------- | ------------------ | ------- | --------- |
|         | PDT     | Waldez Góes        | 86 179  | 36,82%    |
|         | PT      | Dalva Figueiredo   | 59 237  | 25,31%    |
|         | PSB     | Cláudio Pinho      | 52 134  | 22,28%    |
|         | PSDB    | Fátima Pelaes      | 35 157  | 15,02%    |
|         | PSTU    | Edenilson Alencar  | 1 091   | 0,47%     |
|         | PGT     | Enildo Pena Amaral | 238     | 0,1%      |
| Totais  | Totais  | Totais             | 234 036 |           |

## Segundo turno
| Candidatos a governador do estado | Candidatos a vice-governador | Número | Coligação                                                                | Votação | Percentual |
| --------------------------------- | ---------------------------- | ------ | ------------------------------------------------------------------------ | ------- | ---------- |
| Waldez Góes PDT                   | Pedro Paulo PPB              | 12     | União pelo Amapá (PDT, PPB, PTB, PPS, PSD, PTdoB, PAN, PSL, PRTB)        | 125.828 | 54,57%     |
| Dalva Figueiredo PT               | Ivanci Magno PT              | 13     | Frente Amapá Popular (PT, PL, PCdoB, PMN, PCB, PSC, PHS, PST, PV, PRONA) | 104.764 | 45,43%     |

| Partido | Partido | Candidato        | Votos   | Votos (%) |
| ------- | ------- | ---------------- | ------- | --------- |
|         | PDT     | Waldez Góes      | 125 829 | 54,57%    |
|         | PT      | Dalva Figueiredo | 104 764 | 45,43%    |
| Totais  | Totais  | Totais           | 230 593 |           |

## Resultado da eleição para senador
| Imagem | Candidatos a senador da República | Primeiro suplente de senador                       | Número | Coligação                                                                | Votação | Percentual |
| ------ | --------------------------------- | -------------------------------------------------- | ------ | ------------------------------------------------------------------------ | ------- | ---------- |
|        | Papaléo Paes PTB                  | Sebastião Cristovam PTB Uilton Tavares PTB         | 147    | União pelo Amapá (PDT, PPB, PTB, PPS, PSD, PTdoB, PAN, PSL, PRTB)        | 124.417 | 28,40%     |
|        | João Capiberibe PSB               | José Ramalho PSB Odete Monteiro PSB                | 401    | Amapá Sustentável (PSB, PRP)                                             | 98.153  | 22,40%     |
|        | Gilvam Borges PMDB                | Geovani Borges PMDB Salomão Alcolumbre Júnior PMDB | 152    | União, Trabalho e Paz (PSDB, PMDB, PFL)                                  | 94.130  | 21,48%     |
|        | Sebastião Bala Rocha PDT          | Osmarino Barroso PDT Antônio Carlos Diniz PDT      | 122    | União pelo Amapá (PDT, PPB, PTB, PPS, PSD, PTdoB, PAN, PSL, PRTB)        | 59.548  | 13,59%     |
|        | Lourival Freitas PT               | Job Miranda PT Jonnas Guimaque PT                  | 133    | Frente Amapá Popular (PT, PL, PCdoB, PMN, PCB, PSC, PHS, PST, PV, PRONA) | 32.800  | 7,48%      |
|        | Antônio Feijão PSDB               | Rosália dos Santos PFL Antônio Dias PSDB           | 456    | União, Trabalho e Paz (PSDB, PMDB, PFL)                                  | 28.981  | 6.61%      |

| Partido | Partido | Candidato            | Votos   | Votos (%) |
| ------- | ------- | -------------------- | ------- | --------- |
|         | PTB     | Papaléo Paes         | 124 417 | 28,4%     |
|         | PSB     | João Capiberibe      | 98 153  | 22,41%    |
|         | PMDB    | Gilvam Borges        | 94 130  | 21,49%    |
|         | PDT     | Sebastião Bala Rocha | 59 548  | 13,59%    |
|         | PT      | Lourival Freitas     | 32 800  | 7,49%     |
|         | PSDB    | Antônio Feijão       | 28 981  | 6,62%     |
| Totais  | Totais  | Totais               | 438 029 |           |

## Deputados federais eleitos
São relacionados os candidatos eleitos com informações complementares da Câmara dos Deputados.

Representação eleita
  PDT: 2
  PT: 2
  PTB: 1
  PPB: 1
  PSDB: 1
  PSB: 1

| Número | Deputados federais eleitos | Partido | Votação | Percentual | Cidade onde nasceu | Unidade federativa |
| 4040   | Janete Capiberibe          | PSB     | 23.203  | 9,81%      | Amapá              | Amapá              |
| 1111   | Benedito Dias              | PPB     | 13.345  | 5,64%      | Chaves             | Pará               |
| 1312   | Antônio Nogueira           | PT      | 12.229  | 5,17%      | Macapá             | Amapá              |
| 1369   | Hélio Esteves              | PT      | 12.049  | 5,09%      | Macapá             | Amapá              |
| 1234   | Davi Alcolumbre            | PDT     | 10.543  | 4,45%      | Macapá             | Amapá              |
| 4590   | Coronel Alves              | PSDB    | 10.463  | 4,42%      | Belém              | Pará               |
| 1212   | Gervásio Oliveira          | PDT     | 10.082  | 4,26%      | Pracuúba           | Amapá              |
| 1414   | Eduardo Seabra             | PTB     | 7.644   | 3,23%      | Belém              | Pará               |

## Deputados estaduais eleitos
Representação eleita
  PMDB: 4
  PSB: 4
  PDT: 3
  PSD: 2
  PL: 2
  PT: 2
  PTdoB: 2
  PSDB: 1
  PCdoB: 1
  PV: 1
  PTB: 1
  PST: 1

| Número | Deputados estaduais eleitos | Partido | Votação | Percentual | Cidade onde nasceu | Unidade federativa |
| 15699  | Francisca Favacho           | PMDB    | 7.320   | 3,04%      | Macapá             | Amapá              |
| 41234  | Jorge Amanajás              | PSD     | 6.992   | 2,90%      | Chaves             | Pará               |
| 15125  | Edinho Duarte               | PMDB    | 5.939   | 2,46%      | Macapá             | Amapá              |
| 41111  | Roberto Góes                | PSD     | 5.607   | 2,33%      | Porto Grande       | Amapá              |
| 13113  | Randolfe Rodrigues          | PT      | 4.657   | 1,93%      | Garanhuns          | Pernambuco         |
| 40100  | Dr. Jaci Amanajás           | PSB     | 4.506   | 1,87%      | Macapá             | Amapá              |
| 22123  | Mira Rocha                  | PL      | 4.488   | 1,86%      | Macapá             | Amapá              |
| 15123  | Fran Soares Júnior          | PMDB    | 4.123   | 1,71%      | Mazagão            | Amapá              |
| 40222  | Manoel Mandi                | PSB     | 4.017   | 1,67%      | Poranga            | Ceará              |
| 40122  | Jorge Souza                 | PSB     | 4.014   | 1,67%      | Macapá             | Amapá              |
| 45678  | Raimunda Beirão             | PSDB    | 3.823   | 1,59%      | Dom Pedro          | Maranhão           |
| 12456  | Lucas Barreto               | PDT     | 3.799   | 1,58%      | Macapá             | Amapá              |
| 15800  | Dr. Dalto Martins           | PMDB    | 3.692   | 1,53%      | Breves             | Pará               |
| 12222  | Eider Pena                  | PDT     | 3.625   | 1,50%      | Ferreira Gomes     | Amapá              |
| 65456  | Roseli Matos                | PCdoB   | 3.492   | 1,45%      | Macapá             | Amapá              |
| 12580  | Ocivaldo Gatinho            | PDT     | 3.491   | 1,45%      | Santarém           | Pará               |
| 43123  | Zezé Nunes                  | PV      | 3.470   | 1,44%      | Gurupá             | Pará               |
| 14789  | Paulo José (PJ)             | PTB     | 3.352   | 1,39%      | Macapá             | Amapá              |
| 13580  | Joel Banha                  | PT      | 3.038   | 1,26%      | Macapá             | Amapá              |
| 40111  | Ruy Smith                   | PSB     | 2.901   | 1,20%      | Macapá             | Amapá              |
| 22369  | Jorge Salomão               | PL      | 2.249   | 0,93%      | Afuá               | Pará               |
| 18000  | Kaká Barbosa                | PST     | 2.134   | 0,89%      | Recife             | Pernambuco         |
| 70190  | Ubiranildo Macedo           | PTdoB   | 1.985   | 0,82%      | Amapá              | Amapá              |
| 70123  | Ricardo Soares              | PTdoB   | 1.981   | 0,82%      | São Caetano do Sul | São Paulo          |